# Norton Knatchbull, III conte Mountbatten di Birmania
Norton Philip Louis Knatchbull (Londra, 8 ottobre 1947) è un nobile inglese.
Noto fino al 2005 come Lord Romsey e fino al 2017 come The Lord Brabourne, è il III Conte Mountbatten di Burma.

## Biografia
Mountbatten è nato a Londra come figlio maggiore di Patricia Knatchbull, seconda contessa Mountbatten della Birmania, e John Knatchbull, 7º barone Brabourne. Mountbatten ha studiato alla Dragon School, a Oxford, e alla Gordonstoun School, Elgin, Moray, Scozia. Successivamente ha frequentato l'Università del Kent nel sud-est dell'Inghilterra. Ha seguito suo padre nell'industria cinematografica britannica negli anni '70, lavorando come location manager in A Bridge Too Far e produttore associato di Death on the Nile e del serial televisivo Quatermass. Alla morte di suo padre, il 23 settembre 2005, divenne Barone Brabourne, di Brabourne nella Contea di Kent, nella regione del Regno Unito. Succedette anche al titolo di Baronet Knatchbull, di Mersham Hatch, nella contea del Kent, nel baronaggio dell'Inghilterra. Alla morte di sua madre, il 13 giugno 2017, divenne Conte Mountbatten della Birmania, un titolo nella parìa del Regno Unito creato per suo nonno, ammiraglio della flotta Lord Louis Mountbatten, l'ultimo viceré dell'India. È un discendente della regina Vittoria, la cui seconda figlia, la Principessa Alice del Regno Unito, era la sua bisnonna materna. È anche cugino di secondo grado di Carlo III, attraverso la madre e il padre di Carlo, Principe Filippo, duca di Edimburgo. Il principe Filippo è anche il suo padrino e, a sua volta, egli è il padrino del nipote di Filippo, il principe William, Principe del Galles.
Mountbatten sposò Penelope Meredith Eastwood (nata il 16 aprile 1953), una figlia di Reginald Wray Frank Eastwood (1912–1980), un milionario autoprodotto che iniziò la sua vita lavorativa come macellaio a 15 anni e fondò la catena Angus Steakhouse, e sua moglie Marian Elizabeth Hood (n. 1928), il 20 ottobre 1979 a Romsey Abbey, Romsey, nell'Hampshire, dove i suoi genitori si sposarono nel 1946, solo due mesi dopo l'attacco dinamitardo commesso dall'IRA che uccise suo nonno, Louis Mountbatten, 1º conte Mountbatten della Birmania, il fratello minore del conte, Nicholas Knatchbull, e sua nonna di 83 anni, Doreen Knatchbull, baronessa Brabourne. La casa di famiglia è Broadlands, anch'essa nell'Hampshire. Il 3º conte Mountbatten della Birmania e sua moglie ebbero tre figli e due nipoti:
- Nicholas Louis Charles Norton Knatchbull, Lord Brabourne (nato il 15 maggio 1981).

- Lady Alexandra Victoria Edwina Diana Knatchbull (nata il 5 dicembre 1982), sposata il 25 giugno 2016 con Thomas Hooper, CEO di Third Space Learning, dal quale ha avuto due figli: Inigo Norton Sebastian Mountbatten Hooper (nato il 21 dicembre 2017) e Alden Peter Theodore Mountbatten Hooper (nato il 27 marzo 2020).

- L'On. Leonora Louise Marie Elizabeth Knatchbull (25 giugno 1986 - 22 ottobre 1991), morta di cancro ai reni e sepolta nel parco della casa di famiglia, Broadlands.

## Ascendenza
|                                        |                     |                                     | Genitori                          |  |  | Nonni |  |  | Bisnonni                                       |  |  | Trisnonni                                      |  |
|                                        |                     |                                     |                                   |  |  |       |  |  | Cecil Knatchbull-Hugessen, IV Barone Brabourne |  |  | Edward Knatchbull-Hugessen, I Barone Brabourne |  |
|                                        |                     |                                     |                                   |  |  |       |  |  | Cecil Knatchbull-Hugessen, IV Barone Brabourne |  |  | Edward Knatchbull-Hugessen, I Barone Brabourne |  |
|                                        |                     | Anna Maria Elizabeth Southwell      |                                   |  |  |       |  |  | Cecil Knatchbull-Hugessen, IV Barone Brabourne |  |  |                                                |  |
| Michael Knatchbull, V Barone Brabourne |                     |                                     |                                   |  |  |       |  |  | Cecil Knatchbull-Hugessen, IV Barone Brabourne |  |  |                                                |  |
|                                        |                     | Helena Flesch von Brunningen        | Johann Flesch von Brunningen      |  |  |       |  |  |                                                |  |  |                                                |  |
|                                        |                     | Helena Flesch von Brunningen        | Johann Flesch von Brunningen      |  |  |       |  |  |                                                |  |  |                                                |  |
|                                        |                     | Helena Flesch von Brunningen        | Caroline Aloisia Flesch           |  |  |       |  |  |                                                |  |  |                                                |  |
| John Knatchbull, VII Barone Brabourne  |                     | Helena Flesch von Brunningen        |                                   |  |  |       |  |  |                                                |  |  |                                                |  |
|                                        |                     | George Browne, VI Marchese di Sligo | Henry Browne, V Marchese di Sligo |  |  |       |  |  |                                                |  |  |                                                |  |
|                                        |                     | George Browne, VI Marchese di Sligo | Henry Browne, V Marchese di Sligo |  |  |       |  |  |                                                |  |  |                                                |  |
|                                        |                     | George Browne, VI Marchese di Sligo | Catherine Henrietta Dicken        |  |  |       |  |  |                                                |  |  |                                                |  |
| Lady Doreen Geraldine Browne           |                     | George Browne, VI Marchese di Sligo |                                   |  |  |       |  |  |                                                |  |  |                                                |  |
|                                        |                     | Agatha Hodgson                      | James Stewart Hodgson, Esq.       |  |  |       |  |  |                                                |  |  |                                                |  |
|                                        |                     | Agatha Hodgson                      | James Stewart Hodgson, Esq.       |  |  |       |  |  |                                                |  |  |                                                |  |
|                                        |                     | Agatha Hodgson                      | Gertrude Agatha Forsyth           |  |  |       |  |  |                                                |  |  |                                                |  |
| Norton Knatchbull, Conte di Birmania   |                     | Agatha Hodgson                      |                                   |  |  |       |  |  |                                                |  |  |                                                |  |
|                                        | Luigi di Battenberg | Alessandro d'Assia                  |                                   |  |  |       |  |  |                                                |  |  |                                                |  |
|                                        | Luigi di Battenberg | Alessandro d'Assia                  |                                   |  |  |       |  |  |                                                |  |  |                                                |  |
|                                        | Luigi di Battenberg | Julia von Hauke                     |                                   |  |  |       |  |  |                                                |  |  |                                                |  |
| Conte Louis Mountbatten                | Luigi di Battenberg |                                     |                                   |  |  |       |  |  |                                                |  |  |                                                |  |
|                                        |                     | Vittoria d'Assia-Darmstadt          | Luigi IV d'Assia                  |  |  |       |  |  |                                                |  |  |                                                |  |
|                                        |                     | Vittoria d'Assia-Darmstadt          | Luigi IV d'Assia                  |  |  |       |  |  |                                                |  |  |                                                |  |
|                                        |                     | Vittoria d'Assia-Darmstadt          | Alice di Sassonia-Coburgo-Gotha   |  |  |       |  |  |                                                |  |  |                                                |  |
| Contessa Patricia Mountbatten          |                     | Vittoria d'Assia-Darmstadt          |                                   |  |  |       |  |  |                                                |  |  |                                                |  |
|                                        |                     | Wilfrid Ashley, Barone Mount Temple | The Rt Hon. Evelyn Ashley         |  |  |       |  |  |                                                |  |  |                                                |  |
|                                        |                     | Wilfrid Ashley, Barone Mount Temple | The Rt Hon. Evelyn Ashley         |  |  |       |  |  |                                                |  |  |                                                |  |
|                                        |                     | Wilfrid Ashley, Barone Mount Temple | Sybella Charlotte Farquhar        |  |  |       |  |  |                                                |  |  |                                                |  |
| Edwina Ashley                          |                     | Wilfrid Ashley, Barone Mount Temple |                                   |  |  |       |  |  |                                                |  |  |                                                |  |
|                                        |                     | Amalia Cassel                       | Sir Ernest Cassel                 |  |  |       |  |  |                                                |  |  |                                                |  |
|                                        |                     | Amalia Cassel                       | Sir Ernest Cassel                 |  |  |       |  |  |                                                |  |  |                                                |  |
|                                        |                     | Amalia Cassel                       | Annette Mary Maud Maxwell         |  |  |       |  |  |                                                |  |  |                                                |  |
|                                        |                     | Amalia Cassel                       |                                   |  |  |       |  |  |                                                |  |  |                                                |  |